# Prærievadegræs
Prærievadegræs (Spartina pectinata), også skrevet Prærie-Vadegræs, er en flerårig græsart med tueformet eller fladedækkende vækst. Planten har lange, buet overhængende blade og en tuet eller fladedækkende vækst. Arten er forsøgsvis plantet i de danske marskområder til opfangning af slik. En udvalgt sort bruges som prydplante i sumpbede og ved havebassiner.

## Beskrivelse
Prærievadegræs er en flerårig, urteagtig plante med en fladedækkende vækst. Bladene er sperdtstillede i deres udgangspunkt på jordstænglen, men det ses ikke, da de danner tætte tuer. De er meget lange og overhængende, linjeformede med hel rand og ensfarvede over- og undersider. 
Blomstringen foregår i juli-august, hvor man finder blomsterne siddende højt over tuen på kraftige strå. Disse bærer endestillede stande, som er sammensat af småaks, og de består igen af de reducerede blomster. Frugterne er nødder.
Rodsystemet består af meterlange, forgrenede jordstængler, der bærer de grove, dybtgående rødder og de slanke blade.
Højde x bredde og årlig tilvækst: 2,00 x 2,00 m (200 x 200 cm/år), heri ikke medregnet blade fra udløberne.

## Hjemsted
Prærievadegræs hører hjemme i det meste af Nordamerika, hvor arten kun mangler i Alaska, det nordlige Canada og det sydøstlige og sydvestlige USA, mens den trænger helt ned i Mexico. Arten er knyttet til lysåbne voksesteder med næringsrig, fugtig til våd jordbund. Den tåler oversvømmelse, men ikke vedvarende vanddækning. 
På den statsejede Kalsow Prairie, Pocahontas County, Iowa, USA, vokser arten med forkærlighed på de små tuer, som præriehundene (gnavere af slægten Cynomys) skaber. Den optræder i samfund med bl.a. amerikansk ceanothus, Amorpha canescens (en art af særkrone), Aster simplex (en art af asters), Baptisia leucophaea (en art af farvebælg), bleg purpursolhat, canadaanemone, canadisk gyldenris, fliget viol, kakunfod, kompasplante, Lespedeza capitata (en art af kløverbusk), Liatris aspera (en art af pragtskær), orange silkeplante, Phlox pilosa (en art af floks), Potentilla arguta (en art af potentil), Rosa sitffulta (en art af rose), Setaria lutescens (en art af skærmaks), Sorgastrum nutans (en græsart), Stipa spartea (en art af fjergræs), sølvbynke og yuccabladet mandstro

## Dyrkede sorter
- Guldlistegræs (Spartina pectinata 'Aureo-marginata') er en sort med gule striber langs bladrandene.

| Portal | Portal:Botanik |

## Note
1. ↑  Jack D. Brotherson: Vegetation of the Mima Mounds of Kalsow Prairie, Iowa – en grundig gennemgang af vegetationsforskelle mellem tuernes og den flade marks vegetationer, (engelsk)